# 甘忍少女あずき
『甘忍少女あずき』（あまにんしょうじょ あずき）は、東雲水生による漫画作品。双葉社の月刊漫画雑誌「コミックハイ!」を経て同社のウェブコミック配信サイト「COMIC SEED!」にて連載された、現代の忍者を主題とするストーリー漫画である。

## 概要
月刊「コミックハイ!」2007年2月号（同年1月22日発売）にて読み切りゲスト掲載、6月号（5月22日発売）及び8月号（7月22日発売）にてシリーズ連載の後、ウェブコミックとして「COMIC SEED!」に移動、2007年10月号（同年8月31日配信）にて前誌掲載分3話を再収録した上で改めて新連載開始、2008年2月号（2007年12月27日配信）に全7話をもって完結した。これに描きおろし1話を加えた単行本が、2008年3月28日に発売された。
山奥で生まれ育ったドジなくノ一・和樫野あずきが、水無月学園理事長の孫息子・水無月早苗の護衛を依頼されたことから始まる、学園を舞台とする忍者漫画である。また、早苗を巡るあずきや許婚の少女たちの姿を描くラブコメディ作品でもある。

## あらすじ
和樫野流くノ一、あずきは16歳になっても失敗ばかり。そんな彼女に、水無月グループ創始者であり水無月学園理事長でもある水無月千兵衛から、孫の早苗を護衛する依頼が舞い込んだ。早苗に一目惚れしたあずきは、命に代えても彼を守り抜こうと決意する。そこに、早苗の許婚という3人の少女達が現われた。こうして、あずきにとっては期待と戸惑い、そして緊張の毎日が始まったのである。

## 登場人物
和樫野 あずき（わがしの あずき）
この作品の主人公。和樫野流くノ一3姉妹の末っ子。短めの黒髪を持ち、小豆色地に金色または山吹色で雲状の模様が裾に入った袖無しの腰丈の服に帯の上からベルトを巻き、首に長いマフラーを巻いて、スパッツとスニーカー風の靴を履いている。山奥で修行の日々を送っていたが、16歳になっても一人前の技術を習得できず、失敗ばかりしている。あるとき、父や姉らに認めてもらおうと父の部屋から持ち出した封書を配達に向かった先でカッコいい少年（早苗）と出逢い、紆余曲折を経て彼の護衛を任されることとなる。ひたむきかつ一途に彼の護衛を“命にかえても”果たそうと努力するが、ことあるごとに失敗しては彼をひどい目に遭わせてしまう。
水無月 早苗（みなづき さなえ）
物語の舞台となる水無月学園の理事長・水無月 千兵衛（みなづき せんべえ）の孫で、「水無月グループ」の3代目と目される少年。穏やかな性格で、表情をあまり表に出さない美少年。あずきや3人の許婚をはじめ少女たちの注目を浴びる存在だが、彼自身は恋愛にあまり関心が無く、一方、よく怪我をすることから自分で生薬を作ることが好きで、その材料となる野草や薬草などには目がない。資産家の跡継ぎ故に財産を狙って襲われることがままあり、あずきによる護衛を受けることとなった。しかしながら彼女の失敗によりしばしば気絶し、臨死体験しては三途川らしき小川を挟んで亡き祖母と逢っている。
小椎八重 クレア（こしばえ くれあ）
早苗の許婚の1人。長い金髪の一部を赤いリボンにより両側頭部で房にした髪型の少女。家柄については明記されないものの、裕福な家庭の令嬢らしく、フェンシングの心得がある。3人の中でも最も気が強く、早苗への執着も特に強い様で、護衛として彼に付き添うあずきを目の敵にする。
青天目 れんげ（なばため れんげ）
早苗の許婚の1人。赤い髪の一部を頭頂部でポニーテールの様に結った髪型の少女。「青天目グループ」の令嬢だがおてんばで、さっぱりした性格。新たに早苗の傍に現われたあずきに対し一度は格闘に及んだが、彼女の性格を気に入ったらしく、後に仲良くなる。
芽賀 千世子（めが ちよこ）
早苗の許婚の1人。銀髪に青いヘアバンドを着け、眼鏡をかけた少女。高級ホテルオーナーの令嬢で、弓道やヴァイオリン演奏などをたしなみ、常に冷静な性格。あずきに対してはクレアほどライバル視したり、れんげほど仲良くしたりもしないが、護衛としての彼女の働きは認めている。成績も良いようで、教え上手。中間試験直前まで何の準備もしていなかったあずき(名前欄の「name」が読めないレベル)を、中学、次いで高校レベルまで引上げ、本人の努力もあって最終的な成績を赤点のクレア、ギリギリ100番台のれんげを抜いて80番台とした。

## こぼれ話
- 単行本あとがきによれば、主人公姉妹が和菓子に因む名（「アズキ」、「牡丹餅」、「御萩」）を持つのに対し、あずきの恋敵となる3人の許婚はそれぞれ、「こしばエクレア」、「なばたメレンゲ」、「めがチョコ」と、洋菓子に因む名が付けられている。担当編集のアドバイスによるらしい。
- 東雲水生作品は従来、少年・少女キャラクターが大半であったが、この作品では様々な年齢層のキャラクターが登場する。また、ヘリコプターの登場など、著者にとって初めての試みがあったという。
- 第1話で若葉とサヤが早苗に見とれていたり、第3話に七々菜とわらしらしき後姿の女子生徒が廊下を歩いているなど、著者の前作『ちびもの』のキャラクターが登場している。

## 関連作品
『忍的少女ちまき参る!』
秋田書店「ヤングチャンピオン増刊 こんちわ!」（2001年12月20日号）掲載の読み切り作品。17歳のそそっかしいくノ一・御手洗ちまき（みたらし‐）が、憧れの「フツーの高校生」になることを条件に父から受けた密書配達任務の顛末を描く。
主人公の父と姉らがそっくり（姉2人は名まで同一）で、物語の途中展開、主人公が使う忍術など、多くの点で本項第1話と一致する。『甘忍少女あずき』単行本あとがきによれば、女性忍者を主人公とする漫画は著者念願の題材であり、『ちまき』はデビュー間もない頃の作品で、これを描き直したのが『あずき』であるという。ちまきとあずきは服装も似ている中で下衣が異なる（ちまきは上衣から連なるミニスカート状になっている）点が特徴的だが、後述する『ラブリーズ!!』あとがきによると、ちまきも初期構想ではスパッツを履いた容姿であり、あずきとほぼ同じ姿であったという。この作品は、2008年3月24日に幻冬舎バーズコミックスより発売された短編集『ラブリーズ!!』（ISBN 9784344812567）に収録されている。

## 単行本
アクションコミックス・コミックハイブランドより発売されている。COMIC SEED!作品レーベルである「アクションコミックスSEED!」ではない。
- 『甘忍少女あずき』（2008年3月28日発売、2008年4月28日第1刷発行）‐ISBN 9784575834642